# Mistrzostwa Europy juniorów do lat 18 w szachach
Mistrzostwa Europy juniorów do lat 18 w szachach – rozgrywki szachowe, mające na celu wyłonienie najlepszych juniorów Europy w kategorii wiekowej do 18 lat, organizowane corocznie od 1994 roku. Od 2003 r. są najstarszą grupą wiekową mistrzostw Europy juniorów.

## Medaliści mistrzostw Europy juniorów do lat 18
| Rok  | Miasto          | Juniorzy                                                             | Juniorki                                                                       | Źródło                           |
| ---- | --------------- | -------------------------------------------------------------------- | ------------------------------------------------------------------------------ | -------------------------------- |
| 1994 | Chania          | 1. Robert Kempiński 2. Róbert Ruck 3. Jiří Štoček                    | 1. Mónika Grábics 2. Elina Danielian 3. Ella Pitam                             | "Szachista" nr 1/1995, str. 2    |
| 1995 | Żagań           | 1. Robert Kempiński 2. Jonathan Rowson 3. Andriej Biełozierow        | 1. Marta Zielińska 2. Tatiana Kononenko 3. Nóra Medvegy                        | "Szachista" nr 8/1995, str. 229  |
| 1996 | Rymawska Sobota | 1. Rusłan Ponomariow 2. Michaił Kobalija 3. Aleksander Rabinowicz    | 1. Monika Bobrowska 2. Marta Zielińska 3. Alena Bekiarisová                    | "Szachista" nr 9/1996, str. 265  |
| 1997 | Tallinn         | 1. Micheil Mczedliszwili 2. Farid Abbasow 3. Stelios Chalkias        | 1. Anna Dorofiejewa 2. Irina Sławina 3. Lile Tsalugelaszwili                   | "Szachista" nr 10/1997, str. 309 |
| 1998 | Mureck          | 1. Dennis de Vreugt 2. Ołeksandr Moisejenko 3. Aleksiej Iljuszyn     | 1. Dana Reizniece 2. Anna Zozulia 3. Anna Kucypera                             | "Szachista" nr 10/1998, str. 259 |
| 1999 | Litochoron      | 1. Tejmur Radżabow 2. Jewgienij Postny 3. Aleksander Kundin          | 1. Dana Reizniece 2. Nadieżda Kosincewa 3. Lela Dżawachiszwili                 |                                  |
| 2000 | Kallithea       | 1. Artiom Timofiejew 2. Dimitrios Mastrowasilis 3. Władimir Potkin   | 1. Nadieżda Kosincewa 2. Tatjana Kosincewa 3. Jekatierina Korbut               |                                  |
| 2001 | Kallithea       | 1. Zwiad Izoria 2. Jan Werle 3. Wugar Gaszimow                       | 1. Inga Czarchalaszwili 2. Oksana Wozowik 3. Luiza Chusnutdinowa               |                                  |
| 2002 | Peníscola       | 1. Szachrijar Mammedjarow 2. Mateusz Bartel 3. Tomi Nybäck           | 1. Alina Motoc 2. Oksana Wozowik 3. Jewgienija Meszczeriakowa                  |                                  |
| 2003 | Budva           | 1. Mateusz Bartel 2. Radosław Wojtaszek 3. Aleksandr Charitonow      | 1. Natalia Pogonina 2. Marija Kursowa 3. Elmira Chasanowa                      |                                  |
| 2004 | Ürgüp           | 1. Radosław Wojtaszek 2. Jure Borišek 3. Jurij Kryworuczko           | 1. Salome Melia 2. Bianca Muhren 3. Marija Fominych                            |                                  |
| 2005 | Herceg Novi     | 1. Paweł Czarnota 2. Nikita Witiugow 3. Viktor Láznička              | 1. Salome Melia 2. Maka Purtseladze 3. Baira Kowanowa                          |                                  |
| 2006 | Herceg Novi     | 1. Siarhiej Żyhałka 2. Zawen Andriasjan 3. Adam Tuchajew             | 1. Anna Gasik 2. Iozefina Păuleț 3. Walentina Gunina                           |                                  |
| 2007 | Szybenik        | 1. Ivan Šarić 2. Romain Édouard 3. Aleksandr Rachmanow               | 1. Inna Iwachinowa 2. Hanna Leks 3. Sabina-Francesca Foișor                    |                                  |
| 2008 | Herceg Novi     | 1. Xavier Vila Gazquez 2. Aleksander Kopyłow 3. David Recuero Guerra | 1. Kateřina Němcová 2. Olga Giria 3. Kübra Öztürk                              |                                  |
| 2009 | Fermo           | 1. Samwel Ter-Sahakian 2. David Recuero Guerra 3. Dawit Benidze      | 1. Olga Giria 2. Keti Cacalaszwili 3. Inna Agrest                              |                                  |
| 2010 | Batumi          | 1. Wasif Durarbejli 2. Samwel Ter-Sahakian 3. Stanisław Bogdanowicz  | 1. Keti Cacalaszwili 2. Klaudia Kulon 3. Chajala Abdulla                       |                                  |
| 2011 | Albena          | 1. Nils Grandelius 2. Marcel Kanarek 3. Wadim Moisiejenko            | 1. Diana Baciu 2. Meri Arabidze 3. Maria Geworgian                             |                                  |
| 2012 | Praga           | 1. Wadim Moisiejenko 2. Howhannes Gabuzjan 3. Daniel Forcen Esteban  | 1. Aleksandra Goriaczkina 2. Amalia Aranaz Murillo 3. Anastasyja Rachmanhułowa |                                  |
| 2013 | Budva           | 1. Władimir Fiedosiejew 2. Howhannes Gabuzjan 3. Maksim Czigajew     | 1. Anastasija Ziaziulkina 2. Marsel Efroimski 3. Irina Barajewa                |                                  |
| 2014 | Batumi          | 1. Awital Boruchowski 2. Daniił Juffa 3. Walerij Jowkow              | 1. Ulwija Fataliewa 2. Nato Imnadze 3. Anna Stjażkina                          |                                  |